# 슬립스트림
슬립스트림(slipstream)은 유체(기체, 물 등)의 항적파가 움직이는 물체에 필적할만한 속도로 움직이는, 이동하는 물체 뒷편의 영역이다. 슬립스트림이라는 용어는 유체가 주변을 움직이는 물체에 근접한 유사 영역을 가리키기는 말이기도 하다. 유체 슬립스트림의 상대적인 움직임 때문에 드래프팅(drafting)이 동작한다.
난류에 의해 생성된 슬립스트림은 물체 주변의 바깥 유체에 비해 조금 더 낮은 압력이 있다. 흐름이 층류일 때 물체 뒤의 압력은 주변 유체보다 더 높다.

## 같이 보기
- 펠러톤